# Argiolas
Argiolas, spesso citata come Cantine Argiolas, è un'azienda vitivinicola e agricola italiana a conduzione familiare, fondata nel 1938 da Antonio Argiolas. Ha sede a Serdiana, nella città metropolitana di Cagliari, nella regione storica del Parteòlla.
Produce alcuni tra i più famosi e premiati vini sardi. Per la «continuità profusa nella ricerca della massima qualità e nella promozione dei vini del territorio» le Cantine Argiolas sono considerate uno dei più rappresentativi produttori vinicoli in Sardegna.

## Storia
L'azienda è stata fondata nel 1938 a Serdiana da Antonio Argiolas, il cui padre aveva acquistato la prima vigna già nel 1918.
Negli anni settanta del XX secolo, quando la CEE incoraggiava l'espianto delle vigne per ridurre la produzione, Argiolas ha invece iniziato un processo di espansione, di investimenti e di radicale cambiamento nei metodi di coltivazione e nel tipo di vini prodotti.
Grazie anche al coinvolgimento dell'enologo Giacomo Tachis, questa trasformazione ha dato vita a vini di qualità, che si sono aggiudicati importanti premi internazionali e hanno ottenuto alti punteggi e riconoscimenti da esperti e riviste di settore, tra i quali la Gran Medaglia d'Oro vinta dal Turriga annata 1988 al Vinitaly di Verona del 1997 e diversi riconoscimenti "tre Bicchieri" da parte del Gambero Rosso.
La cantina è gestita dai fratelli Franco e Giuseppe Argiolas, figli del fondatore, mentre l'enologo della cantina è Mariano Murru.

## Vigne e territorio

### Vitigni
I vini prodotti nascono dai vitigni tradizionali sardi, come Bovale, Cannonau, Carignano, Malvasia nera, Monica di Sardegna, Nuragus di Cagliari, Vermentino.
Argiolas porta avanti un progetto di selezione e conservazione dei vitigni autoctoni sardi. Il progetto tutela 11 vitigni: Vermentino, Cannonau, Monica, Bovaleddu, Malvasia, Carignano, Nuragus, Nebbiolo, Moscato, Caricagiola e Nasco.
Il campo collezione conta circa 5000 piante provenienti da 499 piante capostipiti selezionate.

### Tenute
Le vigne Argiolas si trovano in cinque fattorie, per un totale di circa 250 ettari.
- La tenuta di Serdiana, nei pressi della sede della cantina, si estende nella regione storica del Parteòlla, in prossimità della chiesa di Santa Maria di Sibiola. In questa tenuta, Argiolas coltiva anche circa 5000 piante di olivo.

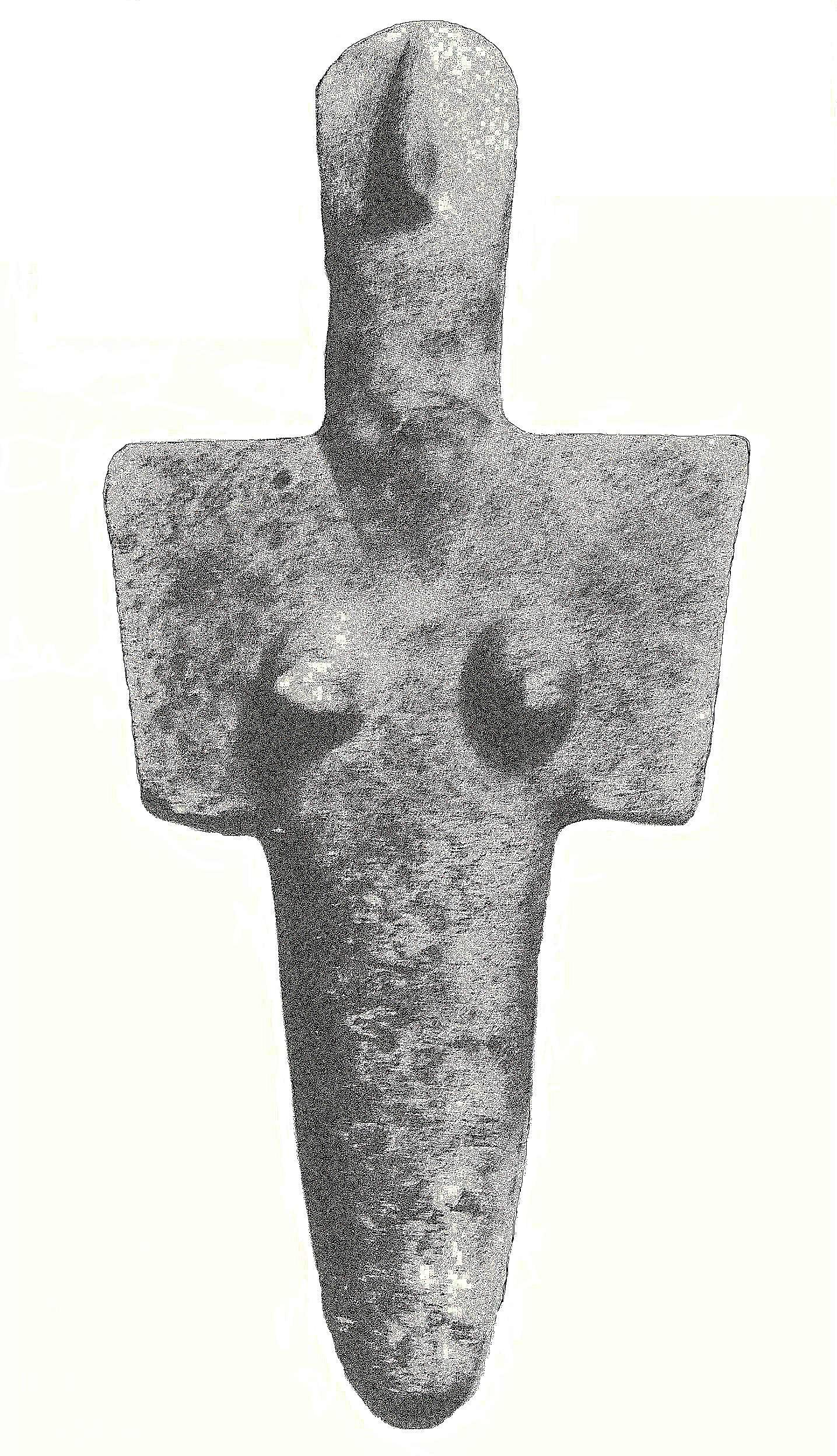
La venere o "turriga" di Senorbì (III millennio a.C., Museo archeologico di Cagliari) è stata rinvenuta nel 1935 vicino a Selegas e per questo orna l'etichetta del vino Turriga.

- Le tenute di Sisini, e Selegas (Selegas Sa tanca e Selegas Bingias Beccias) si trovano nella regione storica della Trexenta.
- La tenuta di Porto Pino si trova nella regione storica del Sulcis e si estende per circa 15 ettari lungo la fascia litorale che si affaccia sul golfo di Palmas ed ospita prevalentemente le vigne del Carignano.

## Vini

### Linea Prestigio
È costituita in buona parte da vini IGT, indicazione geografica tipica, prodotti a partire da vitigni tradizionali della zona, come Cannonau, Carignano, Bovale Sardo e Malvasia Nera, Monica, Nasco, Vermentino, ma con uvaggi e vinificazioni differenti da quelli previsti per la produzione di vini DOC. 
Questa scelta ha consentito di produrre a partire questi vitigni alcuni grandi vini da invecchiamento.
Molti dei vini della Linea Prestigio Argiolas hanno ottenuto importanti premi e riconoscimenti internazionali.

### Linea Tradizione
È costituita prevalentemente da vini DOC, prodotti dai vitigni Nuragus di Cagliari DOC, Vermentino di Sardegna DOC, Monica di Sardegna DOC, Cannonau di Sardegna DOC.

## Altri prodotti
Oltre la produzione di vino, Argiolas produce:
- grappa, ottenuta dalla distillazione delle vinacce Cannonau, Bovale, Carignano e Malvasia nera della vinificazione di uno dei vini più famosi della cantina.
- sapa, un prodotto da cucina della tradizione sarda, ottenuto dalla cottura lenta del mosto.
- olio extravergine di oliva, da olive delle varietà Tonda di Cagliari e Pitz'e Carroga provenienti dall'agro del Parteolla e dalla zona di Sibiola.